# 杜澂
杜 澂（と ちょう、寛延元年（1748年） – 文化13年（1816年）5月13日）は、日本の南画家・篆刻家・出版家である。
中江姓。字を澂公・師叔、号に松窠・華亭・看雲子・五適・琴史・陶古・真賞斎（塾名）などがある。京都の人。

## 略伝
杜澂は京都に生まれたがその出自は明らかではなく父も不明。幼少の頃、母の計らいで黄檗僧の小僧となり、経学・詩文・書画・琴・篆刻などを学んだ。号の五適とは琴・書・詩・画・印に堪能であったことから自ら名乗った。とりわけ篆刻は巧みだった。また杜澂の号は、詩人の杜甫と明代の文人画家文徴明に因んだものという。22歳の頃、長崎に遊学し来舶清人の龔久譲・張薀文らと交わり詩・書を教示され華音（中国語）を学んだ。その後、薩摩など九州各地を遍歴し、京都に帰り還俗し中江姓に復した。
杜澂の篆刻は江戸にも聞こえ、宋紫石の門人董九如や阮西園の招きにあって江戸に赴き、篆刻で生計を立てた。江戸においても学芸に励み、花鳥画を董九如に、書と篆刻は細井広沢の門人雲庵に、琴を心越の流れを汲む空々（宿谷黙甫）に学んだ。書は阮西園にも師事している。この頃、良寛の父である橘以南と知り合って親交を結んでいる。
安永3年（1774年）に唐人船が房総に漂着する事件が発生。幕府よりこの検分を命じられた大野藩は杜澂が華音に堪能であることを知ってこの検分に同行を求めた。漂着した唐人の沈敬膽・顧寧遠・方西園などの通訳を務め唐人から大いにその才能が認められると江戸でこの活躍が評判になった。天明2年（1782年）に、印譜『澂古印要』を出版した。絶頂期であったが自宅から失火し近所に迷惑を掛けたことを恥じて江戸を引き払い母を連れて毛信地方に向かう。
天明4年頃に出雲崎にたどり着き、橘以南の借家に仮寓し、売印売画をもって十年あまり生活した。寛政4年（1792年）に母が死没。翌年、高田で一日百印会を催した。その年のうちに京都に帰り私塾真賞斎を開いた。木村蒹葭堂など京阪の文人と交わり、45歳から55歳の十年間に『盛世翰藪』・『杜氏澂古画伝』・『大雅堂画伝』の出版を行った。
享和3年（1803年）には琵琶湖西岸に住んでいたらしく、その後京都を離れ再び出雲崎の橘屋に寓居し地元の富商の求めに応じて売画などをして出版費用の捻出を行っている。出雲崎には亀田鵬斎・柏木如亭・十返舎一九なども訪れており文人墨客との交わりも多く、特に釧雲泉とは昵懇となった。
享年69。越後出雲崎浄玄寺に葬られる。法名松窠庵釈化雲。墓石は崖崩れで紛失した。

## 出版物

### 編集
- 『澂古印要』7巻　天明2年
- 『盛世翰藪』4巻　寛政9年
- 『杜氏澂古画伝』3巻　序文：海保青陵　享和3年(1803年)
- 『大雅堂画伝』享和4年(1804年)
- 『施刻一日百章』

### 著述
- 『倭奴国金印考』　跋文：阮西園
- 『琴伝の説』